# مسابقه دوچرخه‌سواری کلاسیک بروکسل
مسابقه دوچرخه‌سواری کلاسیک بروکسل (انگلیسی: Brussels Cycling Classic که تا ژوئن ۲۰۱۳ با نام پاریس–بروکسل شناخته می‌شد) یکی از رقابت‌های نیمه‌کلاسیک دوچرخه‌سواری جاده ای است که در نیمه سپتامبر در بلژیک برگزار می‌شود. این مسابقه یکی از قدیمی‌ترین رقابت‌های دوچرخه‌سواری در جهان است.

## تاریخچه
نخستین مسابقهٔ پاریس–بروکسل در ۱۲ اوت ۱۸۹۳ برای رکابزنان آماتور در مسافت ۳۹۷ کیلومتر برگزار شد. دومین دورهٔ آن به صورت مسابقه‌ای دوروزه در ۳ و ۴ ژوئن ۱۹۰۶ برگزار شد. مرحلهٔ اول آن از ویلیه-سور-مرن در حومهٔ پاریس تا رنس به مسافت ۱۵۲ کیلومتر و مرحلهٔ دوم از رنس تا بروکسل به مسافت ۲۳۹ کیلومتر بود. در سال بعد دوباره مسابقه یک‌روزه شد و به سرعت، خود را در میان کلاسیک‌های بهاره تثبیت کرد. زمان برگزاری آن، اواخر آوریل و بین دو مسابقهٔ پاریس–روبه و خنت–ویووخم بود. در دههٔ ۱۹۶۰ مشکلات ترافیکی میان دو پایتخت و افزوده شدن مسابقه طلایی آمستل به تقویم کلاسیک‌ها باعث کاهش اعتبار این مسابقه شد و از سال ۱۹۶۷ تا ۱۹۷۲ برگزار نشد.
مسابقه در سال ۱۹۷۳ بازگشت و در میانهٔ هفته پیش از پاریس–تور در سپتامبر برگزار شد. در سال ۱۹۹۶ تاریخ مسابقه از میانهٔ هفته به شنبه تغییر یافت. تا مدت زیادی رکورد بیشترین پیروزی در اختیار اکتاو لاپیز فرانسوی و فلیکس سلیه بلژیکی بود که هر کدام سه پیروزی به دست آورده بودند. لاپیز در یک مسابقهٔ دیگر نیز پیروز شد؛ ولی به دلیل عدم توجه به بخش خنثای میانهٔ مسیر، رد صلاحیت شد. در سال ۲۰۰۷ رابی مک‌یوئن چهارمین پیروزی را به دست آورد و با کسب پنجمین پیروزی در سال ۲۰۰۸، رکورد خود را ارتقا داد.
در سال ۲۰۰۵ قرار بود نام این رقابت به جایزه بزرگ ادی مرکس تغییر یابد. توافقی میان برگزار کنندگان شکل گرفته‌بود که دو مسابقهبا هم ادغام شود. توافق در آخرین لحظات منتفی شد و نام پاریس–بروکسل حفظ شد. جایزه بزرگ ادی مرکس که یک رقابت تایم تریل دونفره بود، از تقویم حذف شد.

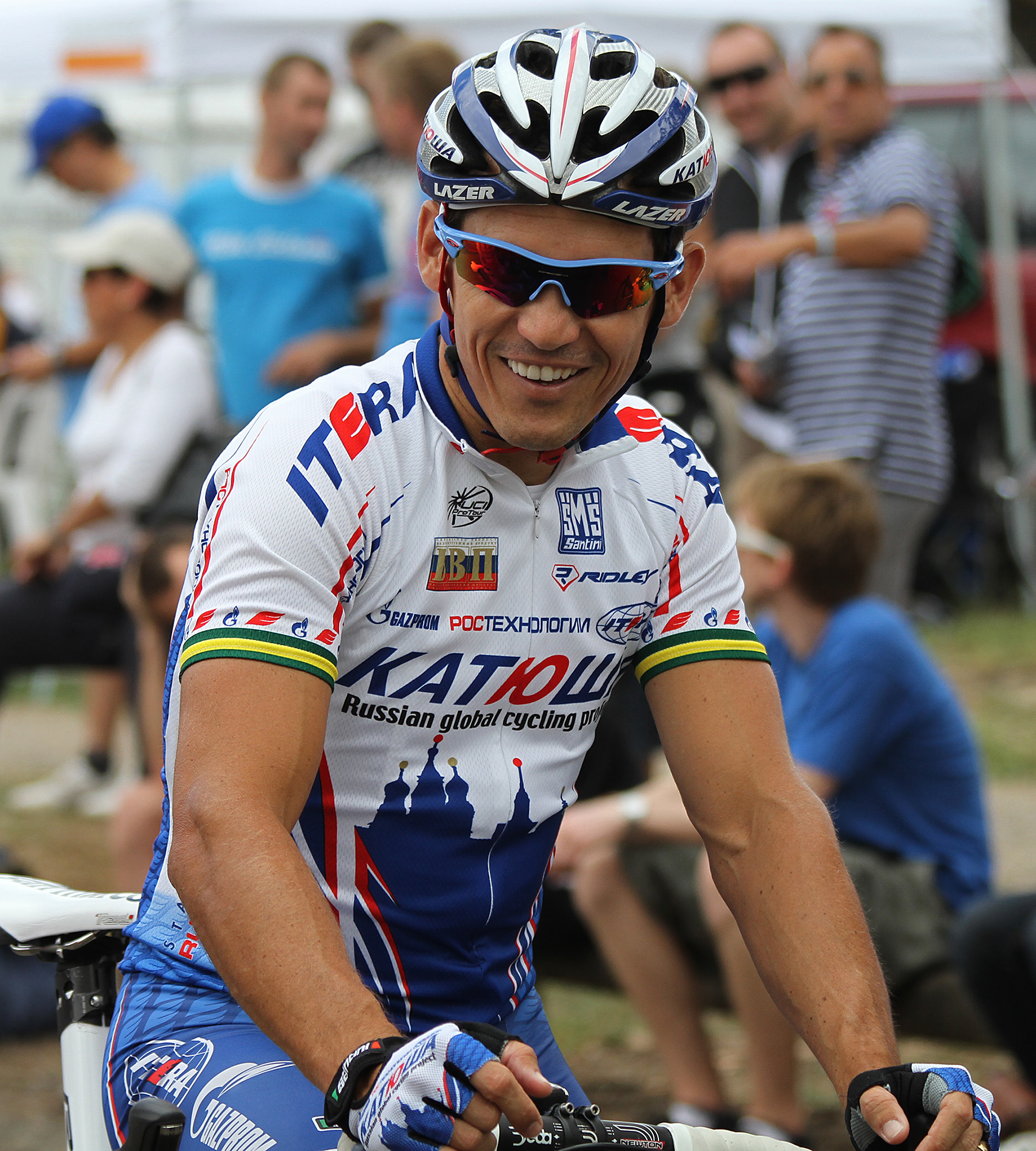
رابی مک‌یوئن رکورددار بیشترین پیروزی در پاریس–بروکسل با پنج پیروزی

در سال ۲۰۱۳ نام مسابقه به مسابقهٔ کلاسیک دوچرخه‌سواری بروکسل تغییر یافت و کاملاً در بلژیک برگزار شد.

## طول مسابقه
پیش از سال ۱۹۲۶ طول مسیر مسابقه همواره بیش از ۴۰۰ کیلومتر بود. طولانی‌ترین مسیر مربوط به سال‌های ۱۹۱۳ و ۱۹۱۴ بود که مسافت ۴۴۰ کیلومتری توسط رکابزنان طی شد. در طول سال‌ها به تدریج مسافت مسابقه کاهش یافت و در سال ۲۰۱۰ به ۲۱۸ کیلومتر رسید. در میان دوره‌های نزدیک‌تر، در سال ۱۹۸۷ مسافت مسابقه ۳۰۹ کیلومتر بود. بیشترین سرعت متوسط مسابقهٔ پاریس-بروکسل، در سال ۱۹۷۵ توسط فردی مرتنس به میزان ۴۶٫۱۱ کیلومتر بر ساعت به ثبت رسید.

## مسیر

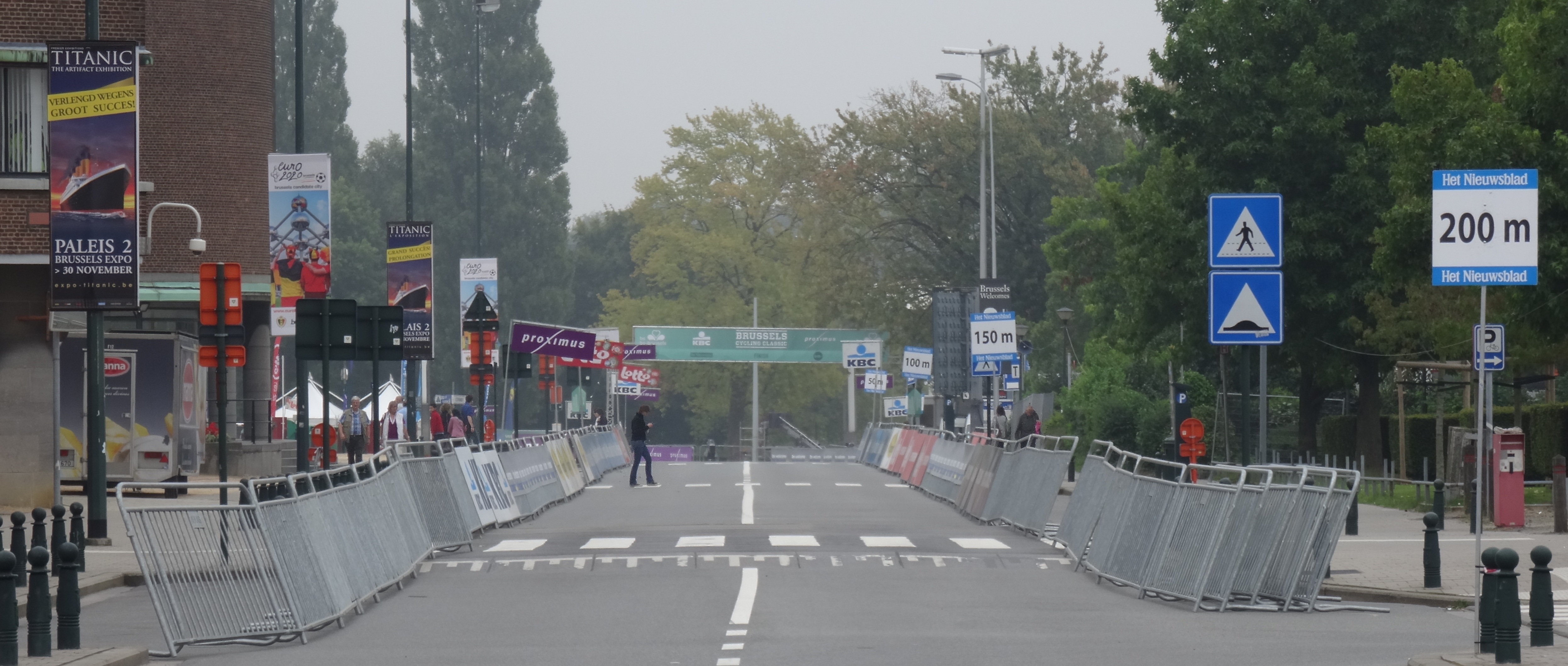
مسابقه دوچرخه‌سواری کلاسیک بروکسل

پیش از سال ۲۰۱۳ مسابقه در سوآسون در منطقه پیکاردی در شمال فرانسه آغاز می‌شد. پیش از آن، نوایون و پیشتر سانلیس میزبان آغاز مسابقه بودند. بیشتر مسیر مسابقه مسطح است و رکابزنان اغلب با باد مخالف مواجه هستند. سربالایی‌های سنگفرش ویژگی ۲۵ کیلومتر پایانی مسیر است و معمولاً گروه برنده در این بخش جدا می‌شود. در بیشتر سال‌ها مسابقه در منطقه آندرلشت به پایان می‌رسید. هرچند در سال ۲۰۰۵ خط پایان در اتمیوم در شمال بروکسل قرار داشت.
با انتقال ووئلتا اسپانیا به سپتامبر از سال ۱۹۹۵، کیفیت شرکت‌کنندگان کاهش یافته‌است و بسیاری از رکابزنان سرعتی ترجیح می‌دهند در تور اسپانیایی شرکت کنند.

## تغییر به کلاسیک بروکسل
تغییر نام مسابقه به کلاسیک بروکسل در ژوئن ۲۰۱۳ اعلام شد و قرار شد مسابقه به طور کامل در بلژیک برگزار شود. اکنون مسابقه در سینکوانتنر آغاز می‌شود.۹۲ کیلومتر در برابانت والونی، ۸۶ کیلومتر در برابانت فلاندر و ۲۳ کیلومتر در ناحیه بروکسل طی می‌شود. مسابقه شامل ۱۱ سربالایی است.

## برندگان چندگانه
| رکابزن        | پیروزی | دوره‌ها                       |
| ------------- | ------ | ---------------------------- |
| رابی مک‌یوئن   | ۵      | ۲۰۰۲، ۲۰۰۵، ۲۰۰۶، ۲۰۰۷، ۲۰۰۸ |
| اکتاو لاپیز   | ۳      | ۱۹۱۱، ۱۹۱۲، ۱۹۱۳             |
| فلیکس سلیه    | ۳      | ۱۹۲۲، ۱۹۲۳، ۱۹۲۴             |
| فرانس بوندل   | ۲      | ۱۹۳۴، ۱۹۳۹                   |
| بریک اسخوته   | ۲      | ۱۹۴۶، ۱۹۵۲                   |
| مارسل هندریکس | ۲      | ۱۹۵۴، ۱۹۵۵                   |
| ریک فان لوی   | ۲      | ۱۹۵۶، ۱۹۵۸                   |
| فلیچه جیموندی | ۲      | ۱۹۶۶، ۱۹۷۶                   |
| لودو پترس     | ۲      | ۱۹۷۷، ۱۹۷۹                   |
| رولف سورنسن   | ۲      | ۱۹۹۲، ۱۹۹۴                   |
| تام بونن      | ۲      | ۲۰۱۲، ۲۰۱۶                   |
| آندره گرایپل  | ۲      | ۲۰۱۳، ۲۰۱۴                   |